# WE LIKE 2 PARTY
「WE LIKE 2 PARTY」（ウィーライクトゥーパーティー）は、BIGBANGの楽曲。

## 概要
「BANG BANG BANG」とともに2015年6月1日発売の韓国5thシングル「MADE SERIES：A」に初収録された。すぐさま日本でもデジタル配信がスタートしたものの、オフラインでは2016年2月3日発売の日本5thアルバム(暫定版)「MADE SERIES」にて初収録された。
日本での表記は「WE LIKE 2 PARTY -KR  Ver.-」だが、この楽曲の日本語バージョンは製作されていない。

### ミュージックビデオ
本曲はミュージック・ビデオが製作されている。撮影は主に韓国の南西部に位置する観光島・済州島で行われた。メンバーがそれぞれ空港に向かうところから、飛行機内、済州島での一時のバカンスの様子がおさめられている。また、曲の雰囲気を表現するため、メンバーが酒に酔った状態で撮影が行われている。BIGBANG自身は取材でこのミュージックビデオに対し「BIGBANGはいつも力が入っていたけれど、そんなビデオではなく子供のように無邪気でかわいい、ナチュラルな姿を表現しようとした。BIGBANGのビデオを期待するよりも、日常的な飾らない姿が見られると思う。僕たちがビデオカメラを持って、BIGBANGの率直でカジュアルな姿が見られると思う。」と答えている。

## 収録アルバム
| 曲名                      | 収録アルバム      | 備考                                   |
| ------------------------- | ----------------- | -------------------------------------- |
| WE LIKE 2 PARTY -KR Ver.- | MADE SERIES       | BIGBANGの日本5thフルアルバム（暫定版） |
| WE LIKE 2 PARTY -KR Ver.- | MADE              | BIGBANGの日本5thフルアルバム（完全版） |
| WE LIKE 2 PARTY -KR Ver.- | MADE -KR EDITION- | BIGBANGの韓国3rdフルアルバム           |